# Andvari
Andvari est un nain de la mythologie nordique, responsable de la malédiction qui pèse sur l'anneau magique Andvaranaut et qui est au fondement du cycle héroïque de Sigurd. Plusieurs sources nordiques mentionnent le mythe d'Andvari ; le Reginsmál, la Völsunga saga et les Skáldskaparmál, rédigés au XIIIe siècle mais issus de légendes plus anciennes. Ces textes mythologiques racontent que le dieu Loki doit racheter le meurtre d'Ótr avec de l'or. Alors il capture Andvari métamorphosé en poisson, et exige l'or de son fleuve ainsi que son anneau. Réticent à donner sa fortune, Andvari maudit l'anneau et l'or afin qu'il donne la mort à chacun de ses détenteurs.
L'épopée médiévale allemande la Chanson des Nibelungen est l'équivalent continental du mythe nordique, mais le personnage d'Andvari n'y apparaît pas. Richard Wagner s'est inspiré de l'épopée pour son opéra Der Ring des Nibelungen, et il a également emprunté des éléments de la version scandinave, notamment pour le personnage d'Alberich qui remplit le rôle d'Andvari ; un nain dérobé de ses richesses qui maudit son anneau.

## Étymologie
L'étymologie d'Andvari est discutée. Il pourrait signifier « le prudent », « le protecteur de la vie » ou  plus plausiblement « le guetteur ». Régis Boyer propose « gardien du souffle ».

## Mentions dans les textes scandinaves

### Cycle de Sigurd
Personnage essentiel du cycle de Sigurd, Andvari apparaît au début du poème eddique Reginsmál. Son mythe est paraphrasé dans les Skáldskaparmál, rédigé vers 1220 par Snorri Sturluson, et au chapitre 14 de la Völsunga saga rédigé à la fin du XIIIe siècle.
Dans la Völsunga saga et le Reginsmál, Regin raconte à son fils adoptif Sigurd l'histoire de l'or d'Andvari. Les dieux Odin, Hœnir et Loki arrivent à la cascade du nain Andvari (Andvarafors, « cascade d'Andvari »), où ce dernier se métamorphosait en brochet pour chasser sa nourriture. Le frère de Regin, Ótr, s'y trouve sous la forme d'une loutre et Loki la tue. Alors le père d'Otr, Hreidmarr, et ses frères Regin et Fafnir, exigent des dieux en réparation assez d'or pour remplir la peau de la loutre et pour la recouvrir. Loki est envoyé pour récupérer l'or ; il obtient le filet de Rán et capture le brochet Andvari dans sa cascade. À la strophe 1 du Reginsmál, citée dans la Völsunga saga, Loki demande au brochet qui il est et le menace de mort s'il ne le lui donne pas l'or du fleuve. Alors Andvari se présente ainsi :
| Geddan qvaþ: 2. Andvari ec heiti, Oinn het minn faþir, margan hefi ec fors vm fariþ; a/mlig norn scop oss i ardaga, at ec scylda i vatni vaþa.. | Andvari chanta: 2. Andvari je m'appelle, Óinn s'appelait mon père. Par mainte cascade ai couru. La sinistre Norne Assigna autrefois Que je pataugerais dans l'eau. |  |

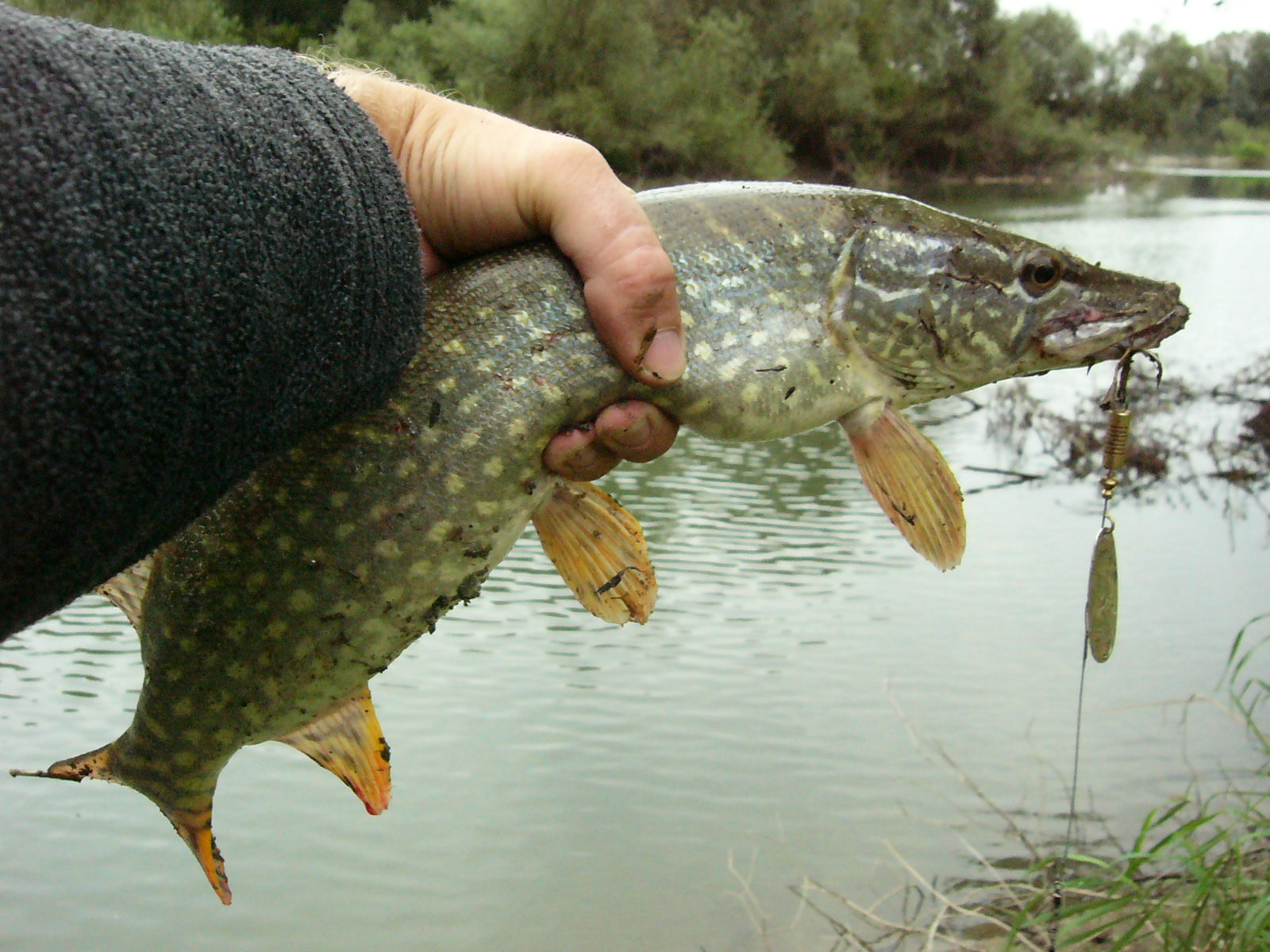
Andvari est capable de se métamorphoser en brochet, et il est sous cette forme lorsque Loki le capture.

Le nain remet à Loki tout son or mais il en soustrait un anneau. Loki le voit et le lui prend. Alors Andvari prononce une malédiction sur l'or et sur l'anneau. À la strophe 5 du Reginsmál on lit : 
| 5. Þat scal gvll, er Gvstr atti, bredrum tveim at bana verda oc a/þlingom atta at rógi, mvn mins fiár mangi niota. | 5. Cet or-ci Que posséda Gustr Mènera à la mort Deux frères Et huit princes A la guerre ; De mon or Nul ne jouira. |  |

Gustr signifie « petit souffle », et il s'agit peut être d'un autre nom pour Andvari. Dans cette strophe, le nain annonce la trame du cycle de Sigurd ; les « deux frères » sont Fafnir et Regin, et les « huit princes » sont Sigurd, Guthormr, Högni, Gunnarr, Atli, Erpr, Sörli et Hamdir. Ensuite les Ases remplissent la peau de la loutre et la recouvrent d'or. Hreidmarr voit qu'un poil de moustache dépasse, et donc Odin place l'anneau d'Andvari pour le recouvrir. Loki informe Hreidmarr de la malédiction de l'or, et annonce également la trame du cycle de Sigurd,.
Dans les Skáldskaparmál, l'auteur Snorri Sturluson paraphrase le mythe d'Andvari attesté dans les autres textes, mais le narrateur de l'histoire est le dieu Bragi qui répond à la question du géant Ægir « Pour quelle raison l'or est-il appelé "tribut de la loutre" ? ». Il raconte essentiellement la même histoire, toutefois la cascade où Loki tue la loutre n'est pas celle d'Andvari, et Loki est envoyé à Svartalfheim pour trouver le nain sous la forme d'un poisson. Un manuscrit précise qu'Andvari est très versé en magie. Loki attrape le nain et exige comme rançon tout l'or de son rocher. Alors le nain lui apporte son immense fortune mais dissimule sous son bras un anneau d'or. Loki le remarque et lui demande l'anneau. Le nain prie Loki de le lui laisser, disant qu'avec ce seul anneau il pourrait faire renaître sa fortune, mais Loki le prend quand même. Alors Andvari proclame que l'anneau provoquera la mort de chacun de ses possesseurs. Notons que les Skáldskaparmál précisent qu'Andvari gît à Svartalfheim, qui est pourtant le séjour des alfes noirs. Chez Snorri, les nains et les alfes sont amalgamés.

### Dans les thulur
Outre les textes qui racontent sa part dans le cycle de Sigurd, le nom Andvari est mentionné dans deux thulur. Il apparaît dans une liste de noms de nains dans le poème eddique Völuspá, et dans une liste de noms de poissons dans les Skáldskaparmál.

## Témoignage archéologique
La pierre runique de Drävle découverte en Uppland, Suède, représente probablement Andvari[réf. nécessaire].

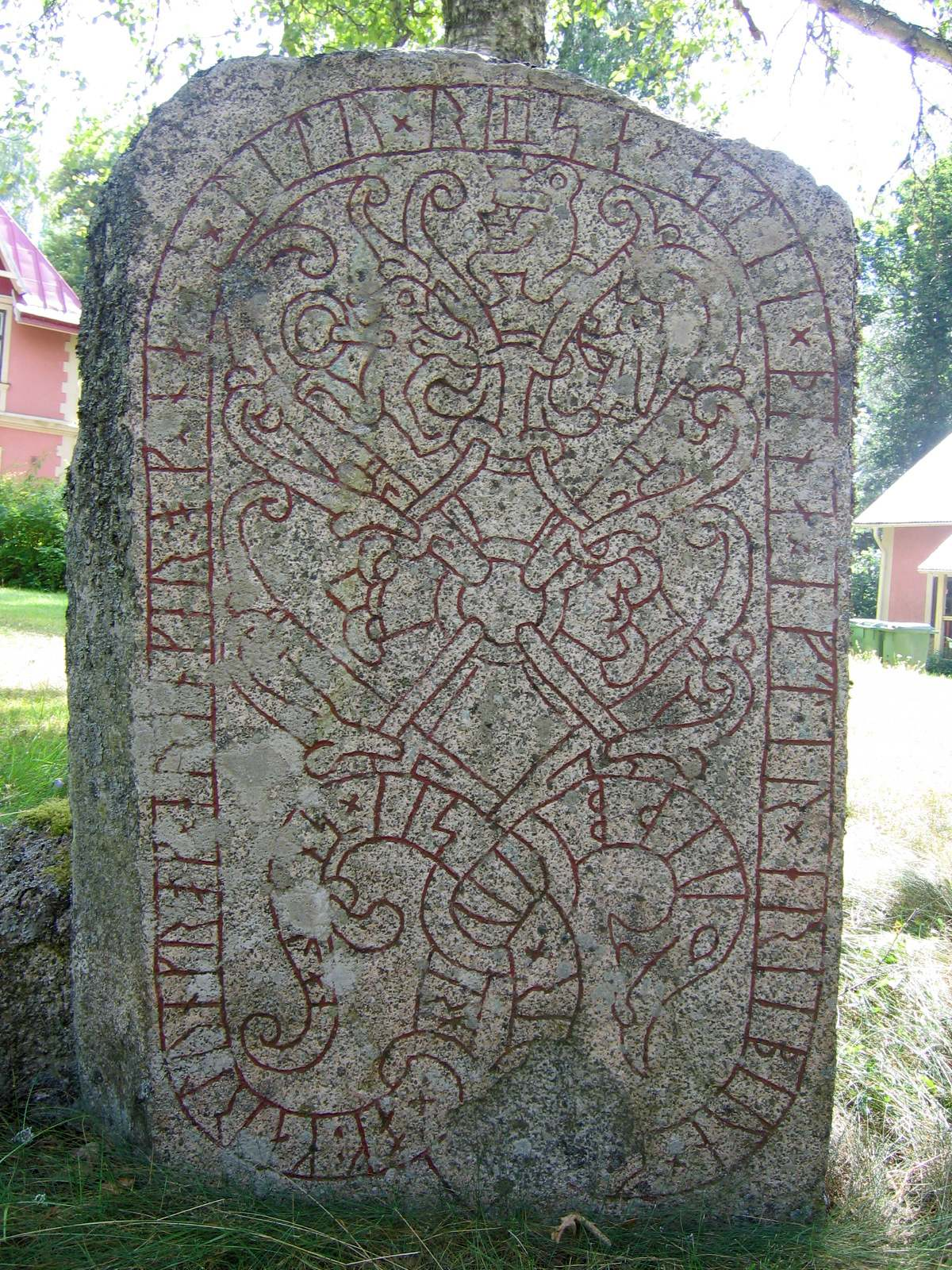
La pierre de Drävle.
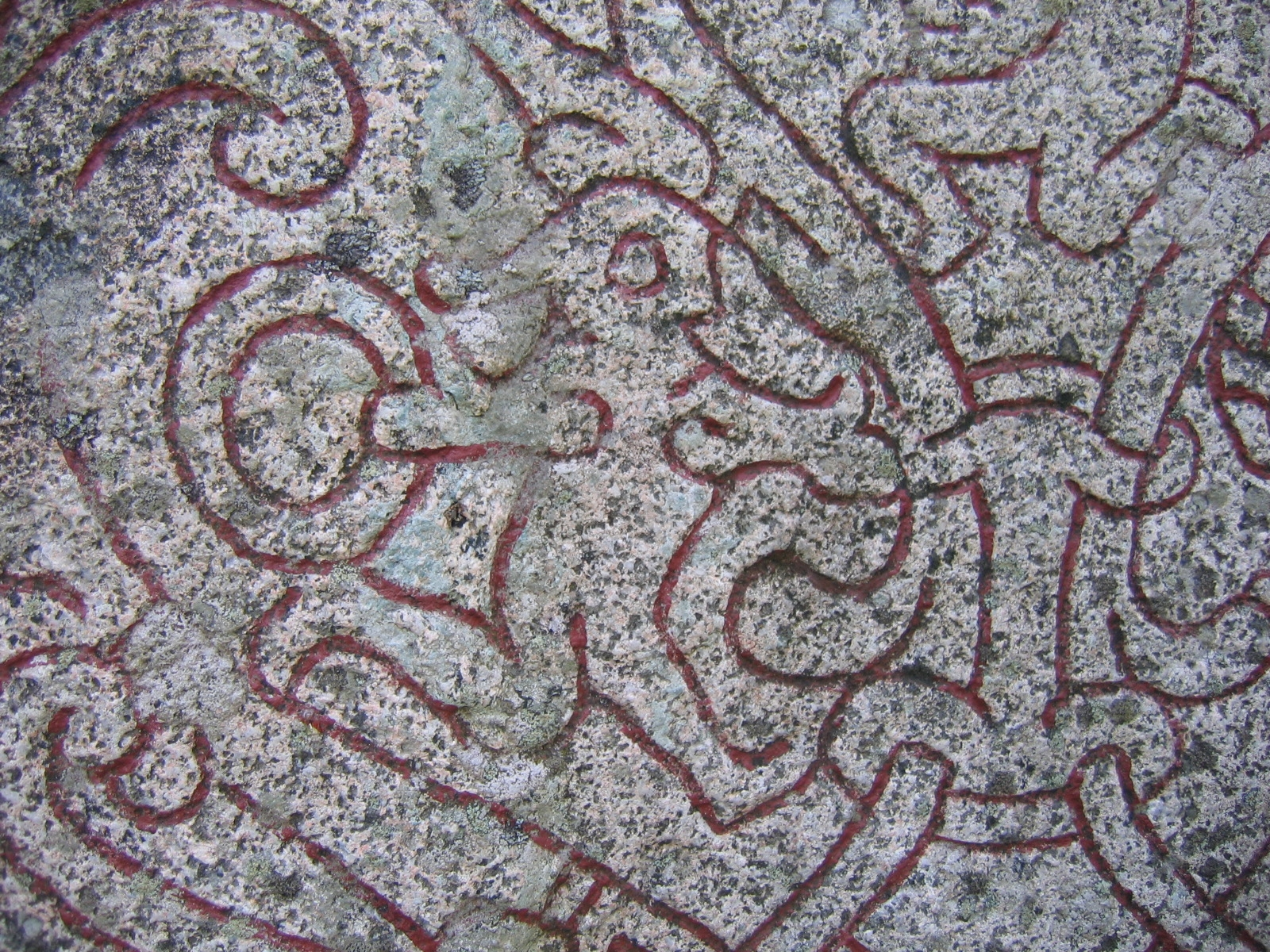
Détail de la pierre de Drävle supposée représenter Andvari.

## Commentaires
Le mythe de Sigurd pourrait dériver de faits historiques amalgamés. L'or d'Andvari provient peut être du fait que les rois burgondes étaient célèbres pour leur richesse, qui elle pourrait correspondre au arfr Níflunga (« héritage des Níflungar ») mentionné plusieurs fois dans l'Edda. D'autres textes anciens mentionnent de l'or provenant du Rhin. La légende rapporte alors que cet or était caché par des nains (en l'occurrence, Andvari chez les scandinaves), qui sont bel et bien des créatures obscures gisant sous terre ou dans les pierres, souvent gardiens de métaux précieux, orfèvres, forgerons et prophètes (de malédictions avec Andvari). Régis Boyer infère de l'étymologie de dvergr (qui désigne les nains en vieux norrois) que les nains étaient à l'origine des esprits des morts : ainsi leur trésor pourrait être tout à fait symbolique, d'une nature spirituelle, représentant le legs.
Le même auteur identifie à Andvari le nain Alberich du Nibelungenlied et de la Tétralogie, ainsi que le personnage d’Obéron présent dans Huon de Bordeaux et roi des elfes dans de nombreuses légendes, dont les romans arthuriens.

## Der Ring des Nibelungen
L'épopée médiévale allemande la Chanson des Nibelungen est l'équivalent continental et christianisé du mythe de Sigurd scandinave, toutefois Andvari ou un personnage équivalent n'y apparaît pas, l'or du Rhin étant par essence maudit car il provoque la mort des protagonistes qui le convoitent. L'opéra en quatre parties Der Ring des Nibelungen de Richard Wagner, s'inspire principalement de cette épopée, mais il emprunte également des éléments de la version scandinave ; le nain Alberich de l'épopée allemande y tient le rôle d'Andvari, car c'est lui qui lance la malédiction sur l'anneau lorsque son or lui est dérobé par Wotan.